# Chuyến bay 1907 của Gol Transportes Aéreos
Chuyến bay Gol Transportes Aéreos 1907 là một chuyến bay của hãng hàng không giá rẻ Gol Transportes Aéreos bị tai nạn ngày 30 tháng 9 năm 2006. Đây là chuyến bay bằng máy bay Boeing 737 - 842 xuất phát từ thành phố Manaus đi thủ đô Brasilia và theo lịch trình phải đến nới vào lúc 4h12 giờ địa phương trước khi bay tiếp đến Sân bay quốc tế Eduardo Gomes. Nó đã va vào một chiếc máy bay nhỏ hiệu Legacy và đã rơi xuống khu rừng rậm Amazon thuộc bang Mato Grosso, Brasil.

## Máy bay Boeing và phi hành đoàn

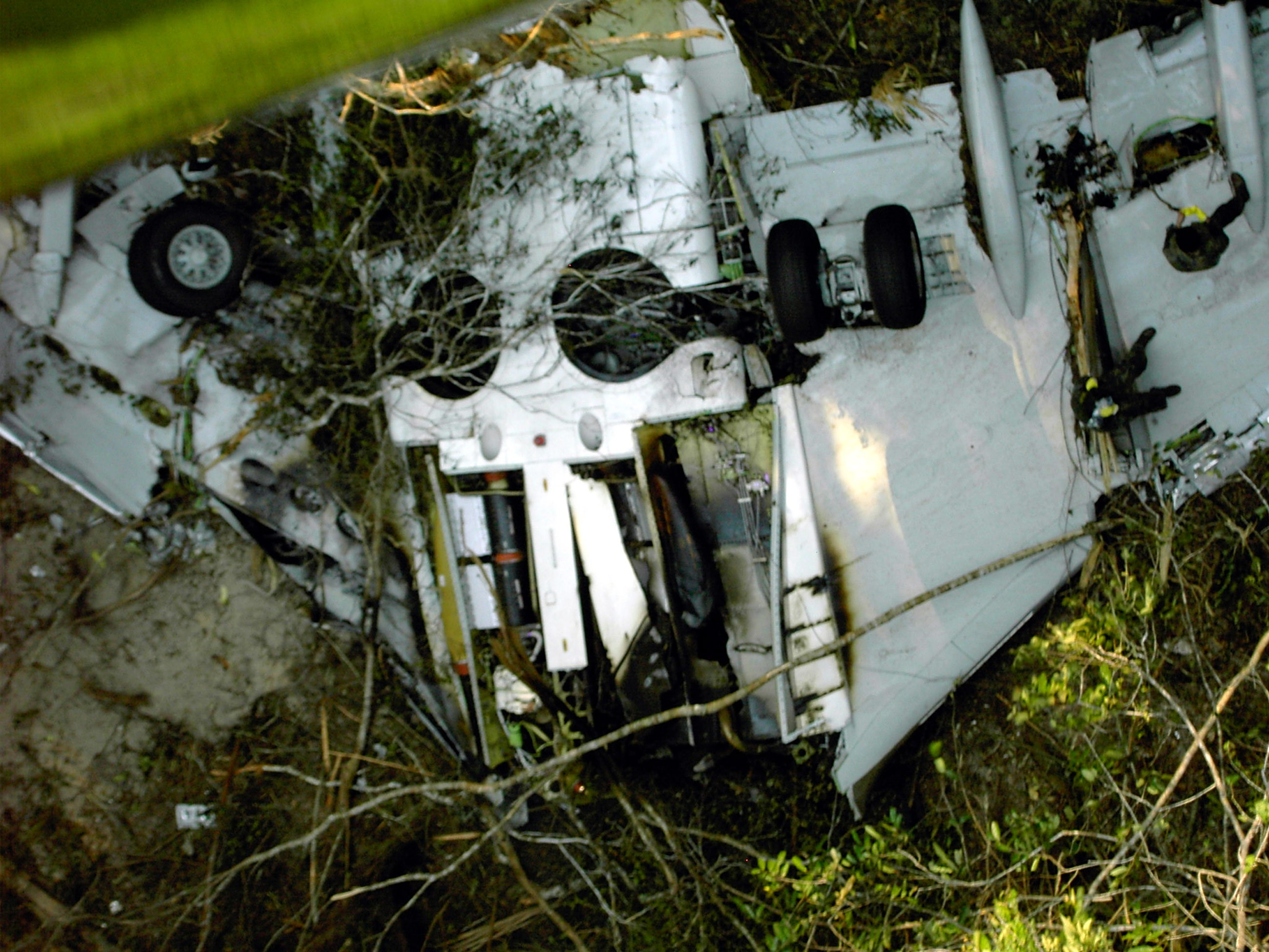
Nhân viên Không quân Brazil kiểm tra mảnh vỡ của chuyến bay Gol Transportes Aéreos 1907, bị rơi ở bang Mato Grosso của Brazil vào tháng 9

Chiếc máy bay GOL là một chiếc Boeing 737-800, một biến thể của dòng máy bay [[Boeing 737]], đã được giao cho hãng Gol vào ngày 2 tháng 9 năm 2006, và mới chỉ bay được 234 giờ trước khi thực hiện chuyến bay bị tai nạn này. Chuyến bay 1907 của Gol đã rời Sân bay quốc tế Eduardo Gomes ở Manaus vào ngày 29 tháng 9 năm 2006, vào lúc 15h35 BST (giờ chuẩn Brazil), và dự định dừng giữa đường tại Brasilia, và bay tiếp đến Rio de Janeiro. Có 148 hành khách và 6 phi hành đoàn trên máy bay này. Các hành khách bao gồm 144 người Brazil và một người từ Pháp.